# Héctor Santos
Héctor Santos (født 29. oktober 1944, død 7. maj 2019) var en uruguayansk fodboldspiller (målmand).
Santos spillede gennem sin karriere 14 kampe for Uruguays landshold. Han var en del af landets trup til både VM 1970 i Mexico og VM 1974 i Vesttyskland.
På klubplan spillede Santos størstedelen af sin karriere i hjemlandet.Her repræsenterede han blandt andet begge de to store Montevideo-klubber Peñarol og Nacional, samt Danubio og Bella Vista.Han havde også udlandsophold i både Ecuador og Chile.